# 당악셀 자가두
단악셀 자가두(프랑스어: Dan-Axel Zagadou, 1999년 6월 3일 ~ )는 프랑스의 축구선수로 포지션은 센터백, 레프트백이다. 현재 분데스리가의 VfB 슈투트가르트에서 활약하고 있다.

## 클럽 경력
2017년 6월 5일 보루시아 도르트문트는 자가두와 자유계약으로 5년 계약을 맺었음을 발표했다. 2017년 10월 28일 자가두는 하노버 96과의 경기에서 첫 득점을 올렸다.

## 수상
보루시아 도르트문트
- DFL-슈퍼컵: 2019